# ساحة العقاب (فلم)
ساحة العقاب (بالإنجليزية: Punishment Park) 1971 فيلم درامي «وثائقي زائف» (يأخذ شكل الفيلم الوثائقي لكنه لا يصور أحداثًا حقيقية) أمريكي من تأليف وإخراج بيتر واتكينز. تدور أحداث الفيلم حول طاقم تصوير بريطاني وألماني غربي يتبع جنود الحرس الوطني والشرطة وهم يطاردون أعضاء مجموعة ثقافية مضادة عبر الصحراء. الفيلم من بطولة كارمن أرجينزيانو، وهارولد بوليو.
صدر الفيلم ‘لى دور العرض الأمريكية في أول يناير 1971.

## طاقم التمثيل
مارك كيتس: في دور السيد هوجر (رئيس المحكمة)
غلاديس جولدن: في دور السيدة جرجنز
سانفورد جولدن: في دور السيناتور هاريس
سيغموند ريتش: في دور بروفيسور هازليت
جورج جريجوري: في دور سيد كيغان
كاثرين كيتنر: في دور نانسي سميث
كارمن أرجينزيانو: في دور جاي كوفمان
ماري إلين كلاينهول: في دور ماري إلين ميتشنر
ستانفورد أرمستيد: في دور تشارلز روبينز
باتريك بولاند: في دور متهم
كينت فورمان: في دور متهم
لوك جونسون: في دور متهم
سكوت تيرنر: في دور متهم
نورمان سنكلير: في دور عضو في هيئة المحكمة
بول روزنشتاين: في دور  عضو في هيئة المحكمة 

## أحداث الفيلم
تدور أحداث الفيلم في عام 1970، أثناء تصاعد حرب فيتنام وقد قرر رئيس الولايات المتحدة ريتشارد نيكسون شن حملة قصف «سرية» في كمبوديا. يصدر الرئيس نيكسون قرارًا بحالة الطوارئ بناءً على قانون مكاران للأمن الداخلي لعام 1950 في مواجهة تنامي الحركة المناهضة للحرب، وتخول حالة الطوارئ هذه السلطات الفيدرالية، دون الرجوع إلى الكونغرس، احتجاز الأشخاص الذين يُعتبرون خطراً على الأمن الداخلي.
يتم اعتقال أعضاء من الحركة المناهضة للحرب، وحركة الحقوق المدنية، والحركة النسائية، والمستنكفين ضميريًا، والحزب الشيوعي، ومعظمهم من طلاب الجامعات، وبعد اعتقالهم يواجهون محكمة طوارئ مكونة من أفراد المجتمع. مع وجود سجون الولاية والسجون الفيدرالية في أعلى طاقتها، يواجه المدانون خيار قضاء وقت إدانتهم الكامل في السجن الفيدرالي أو أربعة أيام في «ساحة العقاب» حيث يتعين عليهم عبور 53 ميلاً من صحراء كاليفورنيا الحارة في ثلاثة أيام، دون ماء أو طعام، أثناء مطاردة رجال الحرس الوطني لهم مع ضباط إنفاذ القانون كجزء من تدريبهم الميداني، إذا نجحوا ووصلوا إلى العلم الأمريكي في نهاية الدورة، يتم إطلاق سراحهم، وإذا فشلوا في الوصول، فسوف يقضون ما تبقى من عقوبتهم في السجن الفيدرالي.
يتابع صانعو أفلام أوروبيون مجموعتين من المعتقلين كجزء من فيلمهم الوثائقي؛ بينما تبدأ المجموعة 637 محنتها التي دامت ثلاثة أيام وتتعلم قواعد «اللعبة».
تبدأ المحكمة المدنية جلسات الاستماع للمجموعة 638، ويجرى صانعو الأفلام مقابلات مع أعضاء المجموعة 637 ومطارديهم، لتوثيق كيف أصبح كلا الجانبين عدائيًا بشكل متزايد تجاه آخر. في هذه الأثناء، يوثق طاقم الفيلم محاكمة المجموعة 638 وهم يناقشون قضيتهم دون جدوى لمقاومة الحرب في فيتنام. تنقسم المجموعة الأولى إلى مجموعة ترفض قبول قواعد اللعبة وتحاول المقاومة بالعنف، ومجموعة أخرى تمضي نحو الهدف. المجموعة العنيفة قُتلت كلها، وعندما اقترب الآخرون من العلم وجدوا مجموعة من الشرطة تنتظرهم. اتضح أنه لا توجد طريقة للفوز بدورة ساحة العقاب، حيث يتحكم النظام بها من البداية إلى النهاية.

## إنتاج الفيلم
الفيلم هو مثال على «الأوكروني» أو «تاريخ بديل»، و«الدراما النفسية، أو السيكودراما». تم تصويره بأسلوب السينما الواقعية باستخدام الكاميرات المحمولة باليد. عزز واتكينز الواقعية من خلال استخدام الممثلين الهواة والارتجال وتقنيات التصوير الإخباري، لكنه كان يتمتع أيضًا بتحكم صارم في المونتاج لضمان تفاعل جمهور المشاهدين، والتعبير الواضح عن رؤيته الشخصية

## ردود الفعل والاستقبال
كانت إحدى نوايا واتكينز للفيلم إثارة ردود فعل عاطفية وفكرية قوية. قلة من الناس لديهم ردود فعل محايدة على الفيلم. كما تنبأ واتكينز، تسبب هذا في حوارات بعد مشاهد الفيلم مشابهة للحوارات التي دارت في الفيلم. كان هناك العديد من ردود الفعل السلبية للغاية على الفيلم، ويرجع ذلك إلى حد كبير إلى الشكل غير التقليدي أو لأنه كان يُنظر إليه على أنه لائحة اتهام ضد الولايات المتحدة. حتى أن البعض ربط الفيلم بالشيوعية، مدعين أن الفيلم يعبر عن فلسفة شيوعية. ومع ذلك، شعر الكثير من الناس بالغضب لأن مخرجًا بريطانيًا صنع فيلمًا عن المشاكل السياسية الأمريكية في وقت الأزمات. تعرض الفيلم لهجوم شديد عندما تم عرضه في مهرجان نيويورك السينمائي عام 1971 ورفضت استوديوهات هوليوود توزيعه.
منح موقع الطماطم الفاسدة الفيلم تقييماً مقداره 92% بناءاً على آراء 12 ناقداً سينمائياً.
منح موقع قاعدة بيانات الأفلام على الانترنت الفيلم درجة 7.8 /10.

## روابط خارجية
- مقالات تستعمل روابط فنية بلا صلة مع ويكي بيانات